# Луиджи Кадорна
Луиджи Кадорна (на италиански: Luigi Cadorna) е италиански маршал, служил като началник-щаб на италианската армия през Първата световна война.

## Ранен живот
Луиджи Кадорна е роден на 4 септември 1850 г. във Вербания, Пиемонт, в семейството на генерал Рафаеле Кадорна. През 1860 г. Кадорна е приет във Военното училище в Милано, а на 15-годишна възраст е приет във Военната академия в Торино. След като завършва, той е назначен за втори лейтенант на артилерия през 1868 г. През 1870 г., като офицер от 2-ри артилерийски полк, Кадорна участва в окупацията на Рим като част от сила, командвана от баща му. Като майор, Кадорна е назначен в щаба на генерал Джузепе Пианел. Впоследствие, през 1892 г. е повишен до полковник, командващ 10-и полк, съставен от берсалиери. По това време той става известен със строгата си дисциплина и тежки наказания. Пише наръчник за пехотни тактики, който набляга на офанзивната доктрина. През 1898 г. е произведен в генерал-лейтенант. Когато Италия влиза в Първата световна война през 1915 г., той почти е достигнал пенсионна възраст и има дълга история на разногласия с политическите и военните си началници.
Кадорна получава предложение за началник-щаб за пръв път през 1908 г., но отказва, поради опасенията за политически контрол по време на война. Предложено му е отново през юли 1914 г., докато Антантата и Централните сили се готвят за война. Когато Италия влиза във войната през май 1915 г. на страната на Антантата, Кадорна разгръща 36 пехотни дивизии, общо 875 000 души, но разполага само със 120 съвременни артилерийски установки.

## Първа световна война
Кадорна наследява сложна политическа и военна ситуация. Министър-председателят Антонио Саландра предпочита първоначален неутралитет, поради договорните си ангажименти, застъпени в Тройния съюз. На Кадорна се налага да промени дълго установяваните стратегически планове, като междувременно открива, че италианската армия е зле подготвена за война срещу Австро-Унгария и Германската империя. Голяма част от войските и оборудването са разположени в Триполитания, оставяйки армията у дома дезорганизирана.
Кадорна предприема четири настъпления през 1915 г. всичките по линията на река Изонцо. Целта на атаките е да се превземе крепостта Гориция, което би позволило на италианските армии да поема на юг към Триест или да продължат в посока Любляна. Всичките четири офанзиви се провалят, а италианските жертви възлизат на 250 000 души. Кадорна води общо единадесет битки по линията Изонцо между 1915 и 1917 г. Допълнителни войски са разположени по линията Тренто, които атакуват към Роверето, Тренто и Болцано. Тези атаки също се провалят. Теренът при Изонцо и Тренто е съвсем неподходящ за офанзивни бойни действия, тъй като е планински и без място за маневри.
На 24 октомври 1917 г. комбинирана австро-унгарско-германска армия прави пробив при Кобарид и към 12 ноември вече е напреднала до река Пиаве. Кадорна разполага повечето от войските си на предни линии, оставяйки малко защита в тила. Все пак, Кадорна е в отпуска през по-голямата част от октомври, което прехвърля тежката му отговорност на подчинените му.
Италианската армия отстъпва хаотично и се намира на предела на разпадането. Великобритания и Франция настояват Кадорна да бъде уволнен и изпращат единадесет дивизии, които да подкрепят италианския фронт. Кадорна е освободен от длъжност на 9 май 1917 г. След това кралят назначава генерал Армандо Диас за началник-щаб, а Кадорна е преназначен като италиански представител във Върховния военен съвет на Съюзниците във Версай. Възстановената отбранителна линия на Италия при река Пиаве по-късно служи като трамплин за последващи победоносни офанзиви, които сломяват австро-унгарската армия.

## По-късен живот
След войната правителството на Италия започва да разследва загубата на Кадорна в битката при Капорето, когато италианската Втора армия е разгромена. Резултатите са публикувани през 1919 г. и остро критикуват Кадорна. Самият Кадорна твърди, че не е отговорен за загубата, въпреки че по време на битката бяга в Падуа. Въпреки това, когато Бенито Мусолини идва на власт през 1924 г., Кадорна е повишен на фелдмаршал.
Кадорна е описван от историците като безпощаден с войниците си. 6% от войниците му са изправени пред дисциплинарни обвинения през войната, а 61% от тях са намерени за виновни. Около 750 от войниците му са екзекутирани – повече от която и да е друга армия във войната. Той дори прилага древноримската практика на децимация, убивайки всеки десети войник във формированията си, които не са се справили в битка.
След войната Кадорна се занимава с писане на мемоари. Умира на 21 декември 1928 г. в Бордигера.